# Chery Fulwin 2
Der Chery Fulwin 2 ist ein Kleinwagen des chinesischen Herstellers Chery Automobile. Der Wagen löste mit seiner Einführung die erste Generation des Fulwin ab, bei dem es sich um eine Lizenzfertigung des Seat Toledo handelte. Formal erstmals gezeigt wurde der Fulwin 2 auf der Auto Shanghai 2009, bei der Vorstellung der Faceliftversion fand dies auf der Guangzhou Auto Show 2012 statt. Auf der Auto Shanghai 2013 wurde eine Variante unter dem Namen Fulwin 2 Cross gezeigt.
Das Fahrzeug wird in der Ukraine seit 2010 in Lizenz als ZAZ Forza gefertigt und angeboten. Im Iran wird er von der Modiran Vehicle Manufacturing als MVM 315 vermarktet.
Der Fulwin 2 ist mit einem 80 kW (109 PS) starken 1,5-Liter-Ottomotor ausgestattet. In der Grundversion kosten Airbags und ABS Aufpreis. Beim im Modelljahr 2010 durch C-NCAP durchgeführten Crashtest erreichte das mit Airbags ausgerüstete Fahrzeug vier Sterne und eine Gesamtpunktezahl von 43,1.

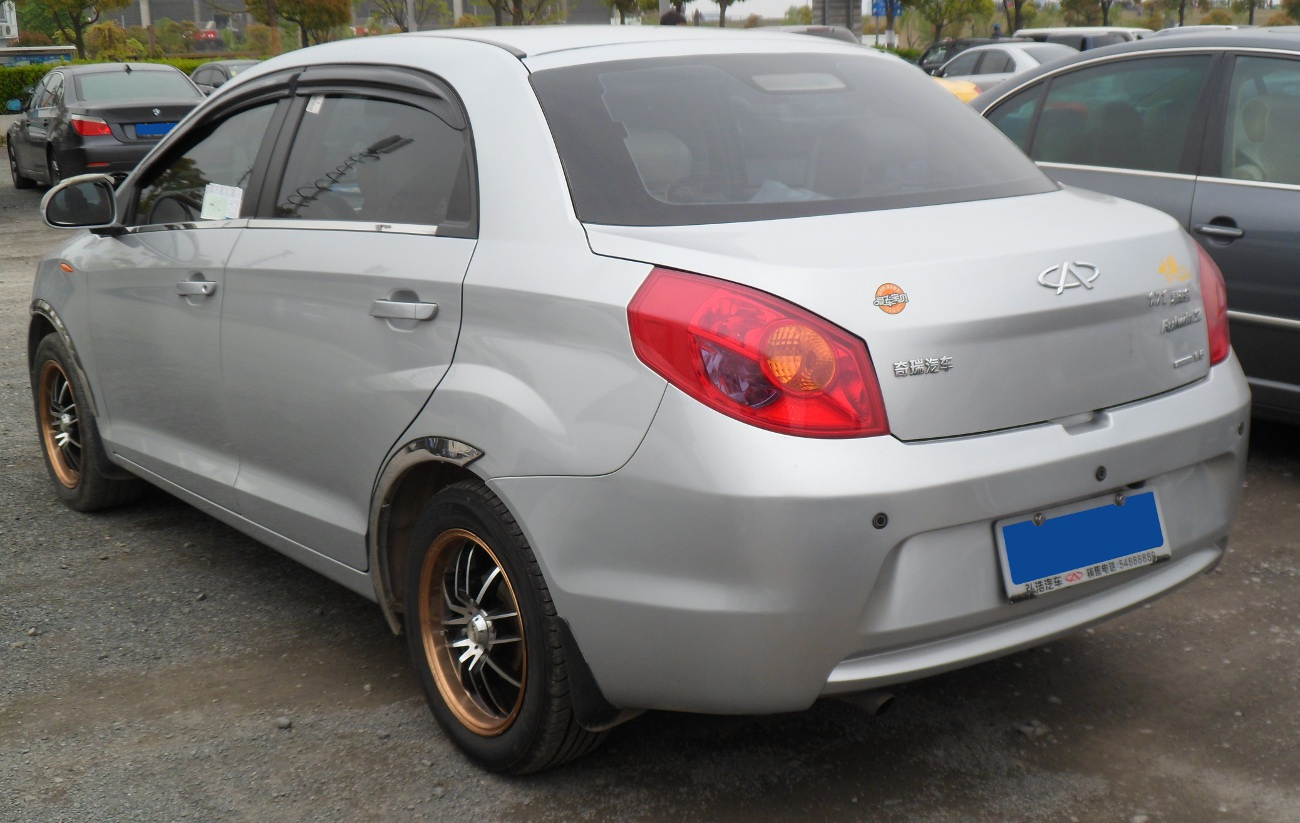
Heckansicht (2009–2012)
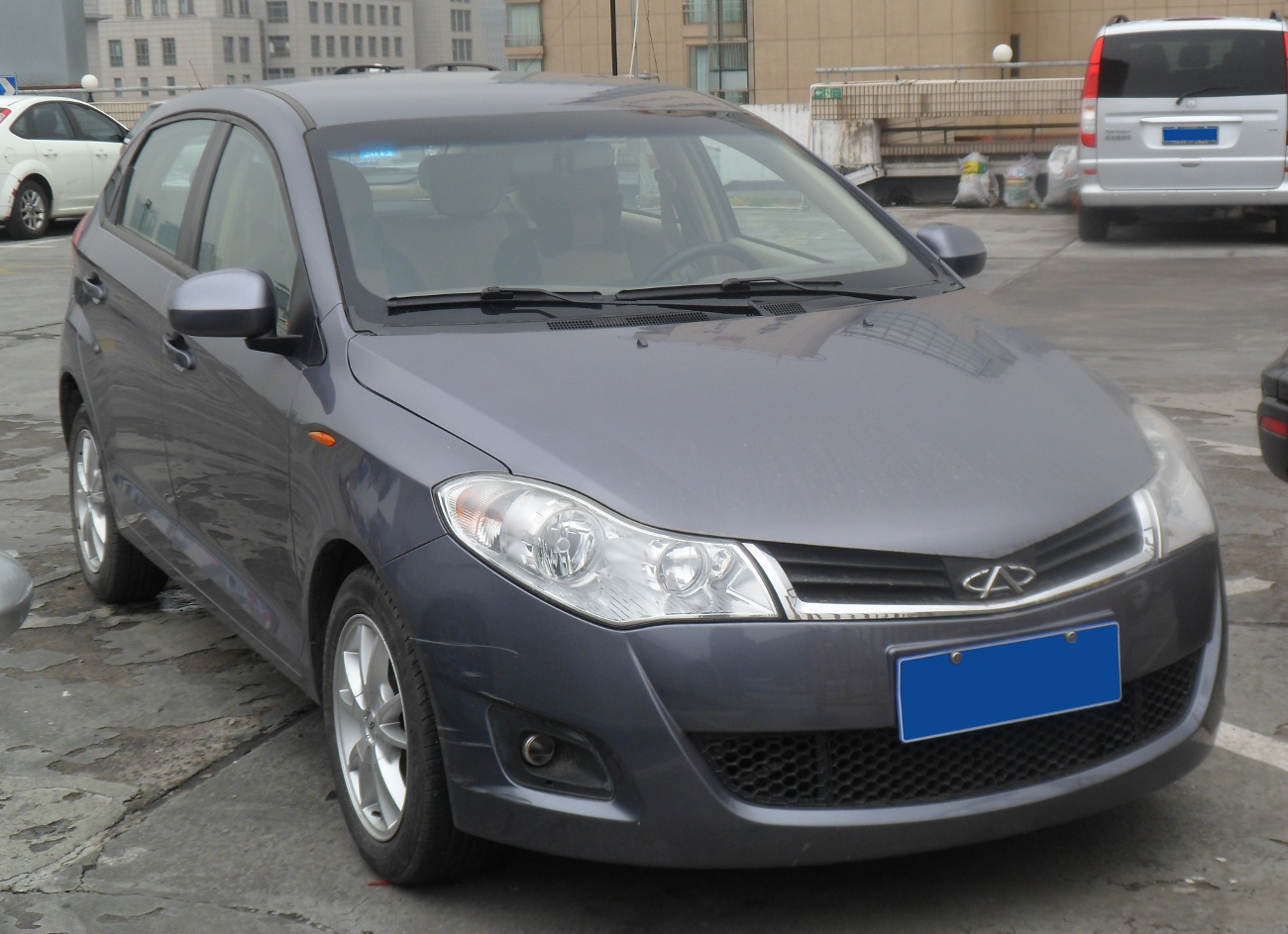
Frontansicht (2009–2012) Chery Fulwin 2 Hatchback
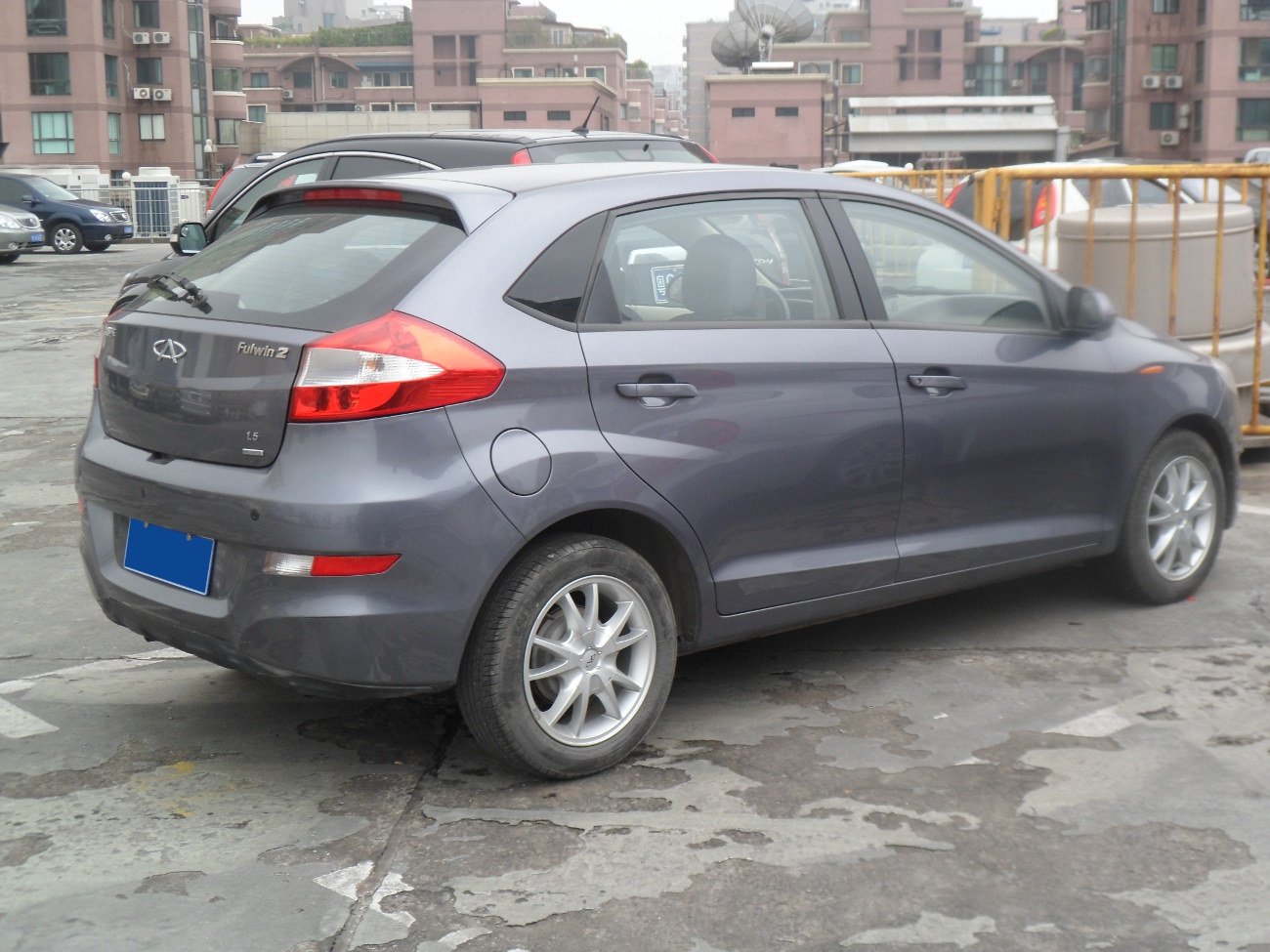
Heckansicht (2009–2012)
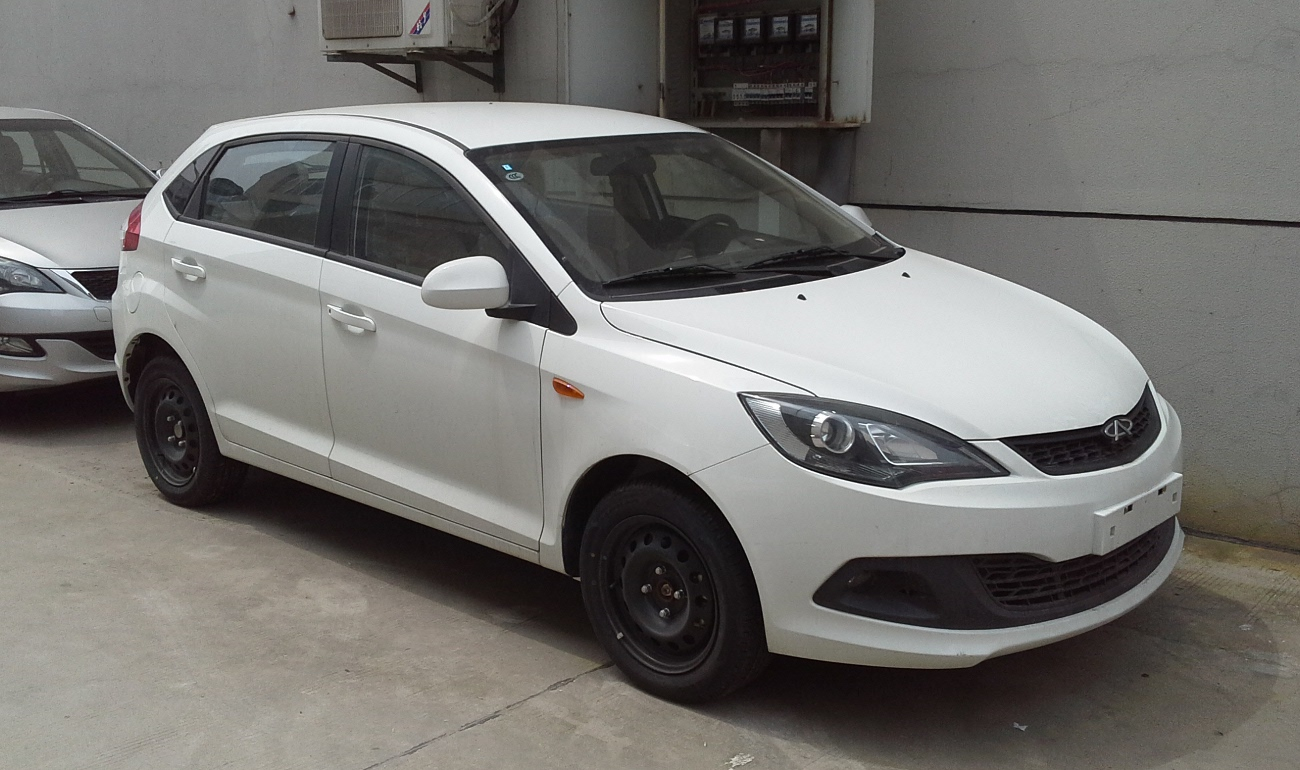
Frontansicht Hatchback (seit 2012)
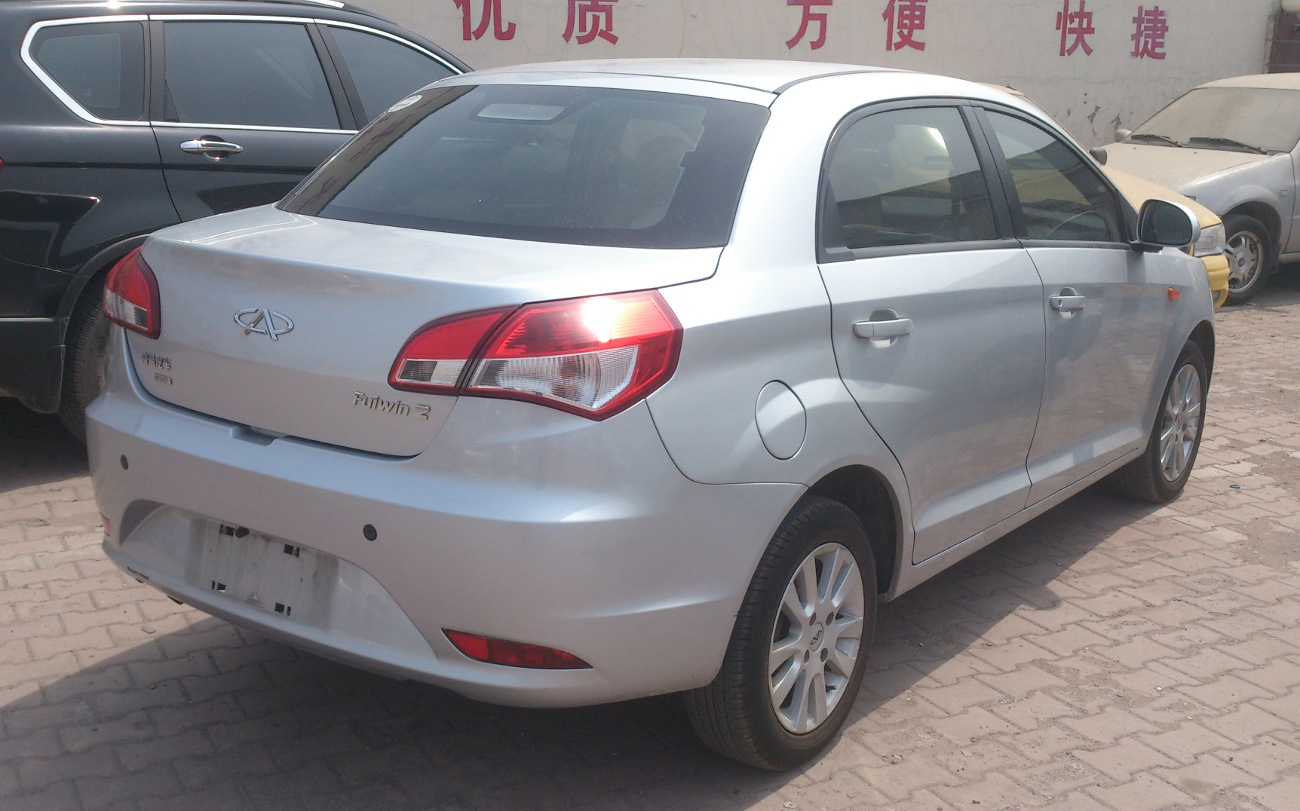
Heckansicht (seit 2012)
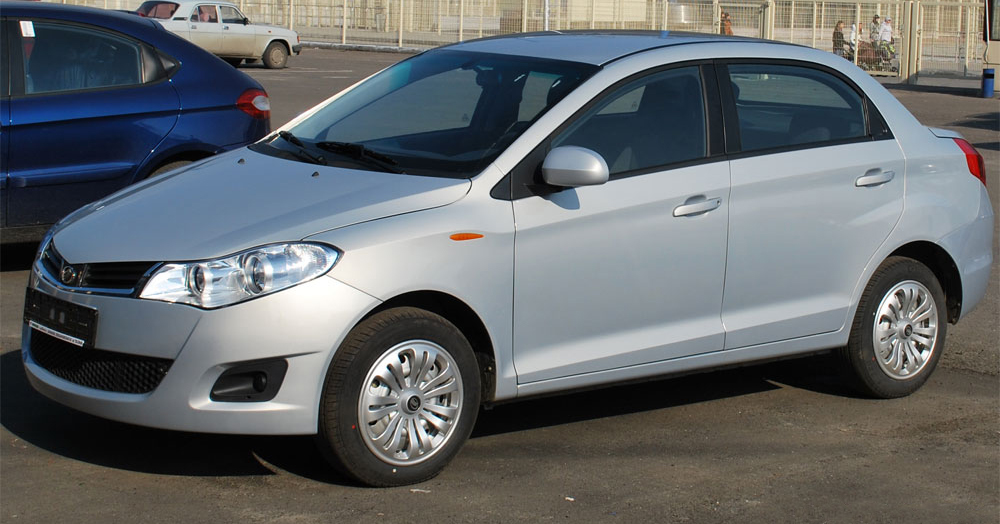
ZAZ Forza (Lizenzmodell)

## Technische Daten
|                                            | 1.5                   |
| ------------------------------------------ | --------------------- |
| Bauzeitraum                                | 2009–2019             |
| Motorkenndaten                             |                       |
| Motortyp                                   | R4-Ottomotor          |
| Hubraum                                    | 1497 cm³              |
| Verdichtungsverhältnis                     | 10,5 : 1              |
| max. Leistung bei min−1                    | 80 kW (109 PS) / 6000 |
| max. Drehmoment bei min−1                  | 140 Nm / 4500         |
| Kraftübertragung                           |                       |
| Antrieb                                    | Vorderradantrieb      |
| Getriebe, serienmäßig                      | 5-Gang-Schaltgetriebe |
| Messwerte                                  |                       |
| Höchstgeschwindigkeit                      | 160–170 km/h          |
| Beschleunigung, 0–100 km/h                 | 16,0 s                |
| Kraftstoffverbrauch auf 100 km, kombiniert | 7,2 l Super           |
| Tankinhalt                                 | 50 l                  |